# Gare de Voivres
Gare de Voivres vasútállomás Franciaországban, Voivres-lès-le-Mans településen.

## Vasútvonalak
Az állomást az alábbi vasútvonalak érintik:
- Le Mans–Angers-vasútvonal

## Kapcsolódó állomások
A vasútállomáshoz az alábbi állomások vannak a legközelebb:
- Gare de La Suze (Gare d’Angers-Maître-École, Le Mans–Angers-vasútvonal)
- Gare du Mans (Gare du Mans, Le Mans–Angers-vasútvonal)